# Argonauta (1914)
Argonauta – włoski okręt podwodny z okresu I wojny światowej. Pierwotnie okręt został zamówiony we Włoszech przez Imperium Rosyjskie i zwodowany jako „Swiatoj Gieorgij” 5 lipca 1914 roku w stoczni FIAT-San Giorgio w La Spezii. W obliczu przystąpienia Włoch do wojny jednostka została zarekwirowana i 1 lutego 1915 roku wcielona w skład Regia Marina pod nazwą „Argonauta”. Okręt pełnił służbę podczas wojny i po niej na Morzu Śródziemnym, a z listy floty skreślono go 29 marca 1928 roku.

## Projekt i budowa
Autorem projektu przeznaczonego na eksport okrętu podwodnego był inż. Cesare Laurenti. Bazą do jego opracowania była poprzednia konstrukcja Laurentiego – zbudowane dla Włoch okręty typu Medusa. Okręt charakteryzował się konstrukcją dwukadłubową z identycznym w kształcie i wymiarach kadłubem zaadaptowanym z typu Medusa. Jednostka została zamówiona przez Imperium Rosyjskie w 1912 roku. Zgodnie z wymogami zamawiającego okręt otrzymał umieszczone w zmodyfikowanym kiosku dwa peryskopy, napęd o większej mocy z ulepszonym układem wydechowym, chowane stery głębokości oraz kompas refleksyjny i sprzęt do łączności podwodnej.
Okręt zbudowany został w stoczni FIAT-San Giorgio w La Spezii. Stępkę okrętu położono 11 marca 1913 roku, a zwodowany został jako „Swiatoj Gieorgij” (ros. „Святой Георгий”) 5 lipca 1914 roku.

## Dane taktyczno-techniczne
„Argonauta” był niewielkim, przybrzeżnym okrętem podwodnym . Długość całkowita wynosiła 45,15 metra, szerokość 4,2 metra i zanurzenie 3,05 metra. Wyporność normalna w położeniu nawodnym wynosiła 255 ton, a w zanurzeniu 305 ton . Okręt napędzany był na powierzchni przez dwa silniki wysokoprężne FIAT o łącznej mocy 700 KM. Napęd podwodny zapewniały dwa silniki elektryczne Savigliano o łącznej mocy 450 KM. Dwa wały napędowe obracające dwiema śrubami umożliwiały osiągnięcie prędkości 14 węzłów na powierzchni i 9,9 węzła w zanurzeniu . Zasięg wynosił 1600 Mm przy prędkości 9 węzłów w położeniu nawodnym oraz 120 Mm przy prędkości 3 węzłów w zanurzeniu (lub 695 Mm przy prędkości 13,5 węzła w położeniu nawodnym oraz 15,5 Mm przy prędkości 9 węzłów w zanurzeniu) . Energia elektryczna magazynowana była w jednej baterii akumulatorów . Dopuszczalna głębokość zanurzenia wynosiła 40 metrów .
Okręt wyposażony był w dwie stałe dziobowe wyrzutnie kalibru 450 mm, z łącznym zapasem czterech torped.
Załoga okrętu składała się z 2 oficerów oraz 20 podoficerów i marynarzy.

## Służba
4 października 1914 roku okręt, będący jeszcze w trakcie prób stoczniowych, został porwany przez kpt. mar. (wł. tenente di vascello) Angelego Belloniego, który służył w tym czasie w bazie La Spezia i zajmował się testowaniem tej jednostki . Jego plan polegał na tym, by pod pretekstem wyjścia w morze na próby morskie dotrzeć z niczego niepodejrzewającą załogą do Ajaccio na Korsyce, a tam, przy współudziale rosyjskiego konsula, miał na okręcie podnieść rosyjską banderę i wyruszyć z zamiarem ataku na zakotwiczone w Poli austro-węgierskie okręty . Konsul jednak odmówił współudziału w tym przedsięwzięciu i poinformował o wszystkim Francuzów, którzy wysłali niszczyciel „Chasseur”, aby powstrzymał oznaczony numerem N43 okręt Belloniego . Eskortowany przez „Chasseura” okręt podwodny został sprowadzony do Ajaccio, a stamtąd wrócił następnie do bazy w La Spezia . Angelo Belloni został aresztowany i przekazany włoskiemu sądownictwu wojskowemu, a proces zakończył się uniewinnieniem oskarżonego .
W obliczu rychłego przystąpienia Włoch do wojny jednostka została zarekwirowana przez rząd włoski i pod nadaną 31 grudnia 1914 roku nazwą „Argonauta” wcielona do służby w Regia Marina 1 lutego 1915 roku . Był pierwszym okrętem we włoskiej flocie noszącym tę nazwę, symbolizującą mitycznych Argonautów . Motto jednostki brzmiało „Inlicitas temptare vias” (pol. „Wypróbuję zakazane sposoby”), a jej pierwszym dowódcą został kpt. mar. Carlo Cattaneo . Początkowo „Argonauta” został przydzielony do 2. Eskadry (wł. Squadriglia) Okrętów Podwodnych w Neapolu, a 1 marca trafił do Brindisi . 24 maja 1915 roku, w momencie przystąpienia Włoch do I wojny światowej, okręt stacjonował w Ankonie. Tego dnia, usiłując opuścić port podczas bombardowania Ankony, „Argonauta” zaplątał się w sieci przeciwpodwodne i stał się celem nieskutecznego ataku lotniczego; załoga uwolniła okręt z pułapki dopiero po oddaleniu się austro-węgierskiego zespołu. Między 1915 a 1917 rokiem jednostka została wyposażona w pojedyncze działo pokładowe kalibru 76 mm A1914 L/30 .
W 1916 roku „Argonauta” dowodzony przez kpt. mar. Giulio Diaza operował z Wenecji . 15 lutego 1916 roku załoga okrętu odnalazła w morzu uszkodzony włoski wodnosamolot, po czym i odholowała go do Ankony . 31 grudnia 1917 roku okręt wchodził w skład Flotylli Górnego Adriatyku w Wenecji (wraz z „Delfino”, X 1, „Atropo”, „Tricheco”, „Fisalia”, „Narvalo”, „Zoea”, „Otaria”, „Argo”, „Squalo”, F 2, F 3, F 4, F 5, F 12, F 13 i F 16). W 1918 roku jednostka operowała z Porto Corsini, a jej dowództwo sprawował kpt. mar. Antonio Legnani . 3 lipca 1918 roku w pobliżu skały Porer „Argonauta” wystrzelił torpedę w kierunku niszczyciela typu Huszár, jednak torpeda zeszła z kursu i nie trafiła w cel .
Podczas działań wojennych załoga „Argonauty” wzięła udział w 112 rejsach bojowych, w tym kilka szczególnie niebezpiecznych, mających na celu ustalenie położenia zagród minowych wzdłuż kanału łączącego wyspy Premuda i Scarda, wzdłuż wybrzeża dalmatyńskiego oraz w pobliżu Zary .
Po zakończeniu działań wojennych „Argonauta” pozostał na Górnym Adriatyku, operując z Poli i Wenecji . 1 października 1925 roku został włączony do Dywizjonu Okrętów Podwodnych, biorąc udział w manewrach i ćwiczeniach marynarki . „Argonauta” został skreślony z listy floty 29 marca 1928 roku.